# Classe D
A Classe D foi uma planejada classe de cruzadores pesados para a Reichsmarine, composta por duas embarcações designadas D e E. Os navios eram versões aprimoradas da predecessora Classe Deutschland, tendo a intenção de fazer frente ao programa de construção naval francês. Entretanto, o ditador Adolf Hitler permitiu apenas melhoras na blindagem e proibiu adições ao armamento principal. Apenas D deve sua construção iniciada em 1934, porém foi cancelado menos de cinco meses depois. Foi determinado que os projetos deveriam ser aumentados para enfrentar os couraçados franceses da Classe Dunkerque, o que levou aos couraçados da Classe Scharnhorst.
Os cruzadores pesados da Classe D, como originalmente projetados, seriam armados com seis canhões de 283 milímetros montados em duas torres de artilharia triplas. Teriam um comprimento de fora a fora de 230 metros, boca de mais de 25 metros, calado de mais de oito metros e um deslocamento projetado de mais de 20,3 mil toneladas. Seus sistemas de propulsão seriam compostos por turbinas a vapor a óleo combustível, porém não sabe quantas nem o número de caldeiras que seriam instaladas. A velocidade máxima foi projetada para alcançar 29 nós (54 quilômetros por hora). As embarcações também teriam um cinturão de blindagem com 220 milímetros de espessura.

## Desenvolvimento
A Classe D foi planejada para suceder os cruzadores pesados da Classe Deutschland. A ascensão do Partido Nazista em 1933 levou Adolf Hitler ao poder como Chanceler da Alemanha. Ele na época era contra um programa de reconstrução naval em grande escala, mas permitiu a construção de um número limitado de navios a fim de fazer frente à expansão naval francesa. Consequentemente autorizou a Reichsmarine a construir dos cruzadores pesados adicionais a fim de suplementar os três da Classe Deutschland. Hitler estipulou que o deslocamento se limitasse a 19 305 toneladas e que a bateria principal continuasse a ser de seus canhões de 283 milímetros em duas torres de artilharia triplas. O almirante Erich Raeder, o comandante da Reichsmarine, defendeu aumentar a proteção dos novos cruzadores e perguntou sobre a possibilidade de adicionar uma terceira torre de artilharia. Entretanto, foi determinado que uma terceira torre não poderia ser adicionada sem ultrapassar o limite de deslocamento imposto por Hiler.
Os navios foram designados sob os nomes de contrato D e E, também designados sob os nomes provisórios Ersatz Elsass e Ersatz Hessen, substitutos dos antigos couraçados pré-dreadnought Elsass e Hessen. O contrato do D foi concedido em 25 de janeiro de 1934 para a Reichsmarinewerft Wilhelmshaven, com seu batimento de quilha ocorrendo em 14 de fevereiro. A Reichsmarine decidiu no mesmo mês alterar o projeto diante dos novos couraçados franceses da Classe Dunkerque. Seu deslocamento foi aumentado para 26 mil toneladas e uma terceira torre de 283 milímetros foi adicionada. A construção do D foi paralisada em 5 de julho e a do E nunca iniciada. Os contratos de construção foram cancelados e realocados para dois novos couraçados da Classe Scharnhorst.

## Características
Os navios da Classe D teriam 225 metros de comprimento da linha de flutuação e 230 metros de comprimento de fora a fora. Teriam uma boca de 25,5 metros e um calado de 8,5 metros. O projeto finalizado teria um deslocamento de 20 321 toneladas. D teria sido equipado com acomodações para poder atuar como capitânia. O sistema de propulsão seriam compostos por turbinas a vapor, tendo sido projetadas para uma potência indicada de 125 mil cavalos-vapor (91,9 mil quilowatts) para uma velocidade máxima de 29 nós (54 quilômetros por hora). Não se sabe o número e tipo das caldeiras para as turbinas, mas sua exaustão teria sido despejada por duas grandes chaminés.

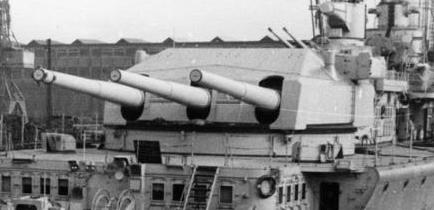
Uma das torres de artilharia e canhões principais do Lützow, da Classe Deutschland; a Classe D seria equipada com armas e torres idênticas

As embarcações teriam uma bateria principal idêntica ao da predecessora Classe Deutschland. A bateria principal consistiria em seis canhões C/28 calibre 52 de 283 milímetros montados em duas torres de artilharia triplas. Oito canhões foram considerados, porém não haviam torres quádruplas disponíveis. As armas disparavam projéteis perfurantes e altamente explosivos, ambos pesando trezentas quilogramas. Eles usariam dois tipos de conjuntos de propelentes: uma meia-carga de 36 quilogramas em um saco de seda e uma carga principal de 71 quilogramas em um cartucho de latão. Os projéteis seriam disparados a uma velocidade de saída de 910 metros por segundo, possuindo um alcance máximo de 36,4 quilômetros a uma elevação máxima de quarenta graus. A cadência de tiro era de 2,5 disparos por minuto. Cada canhão teria a disposição 150 projéteis, totalizando novecentos ao todo.
A bateria secundária teria oito canhões SK C/28 calibre 55 de 149 milímetros em quatro torres duplas, duas ao lado da torre de comando e as outras duas ao lado da chaminé de ré. Essas armas disparariam projéteis de 45,3 quilogramas a uma velocidade de saída de 875 metros por segundo. Na elevação máxima de quarenta graus, seus alcances seriam de 23 quilômetros. Estes canhões já tinham sido encomendados, com sua disponibilidade influenciando o projeto da Classe Scharnhorst, que tinha oito canhões de 149 milímetros em torres duplas.
A bateria antiaérea pesada teria oito canhões SK C/33 de 105 milímetros em quatro montagens duplas. Estas montagens seriam do tipo Dopp LC/31, originalmente projetadas para acomodar os canhões SK C/31 de 88 milímetros. A LC/31 era estabilizada triaxialmente e capaz de elevar até oitenta graus. Isto permitiria que as armas enfrentassem alvos a até 12,5 quilômetros de altura. Contra alvos de superfície, seu alcance máximo seria de 17,7 quilômetros a um ângulo de 45 graus. Disparariam projéteis altamente explosivos, explosivos incendiários e iluminadores de 15,1 quilogramas. Várias outras armas antiaéreas deveria ser instaladas também, porém os detalhes ainda não tinham sido determinados antes da classe ser cancelada. As embarcações também receberiam um número desconhecido de tubos de torpedo de 533 milímetros.
A blindagem dos cruzadores da Classe D seriam produzidos pela Krupp. O convés blindado superior teria 35 milímetros de espessura. O convés blindado principal teria setenta milímetros à vante, oitenta milímetros à meia-nau e setenta milímetros em direção da popa. A torre de comando teria uma blindagem excepcionalmente espessa, com laterais de trezentos milímetros. O cinturão principal de blindagem teria 220 milímetros, enquanto a cidadela blindada superior teria cinquenta milímetros de espessura.